# Australische Fußballnationalmannschaft der Frauen/Olympische Spiele
Der Artikel beinhaltet eine ausführliche Darstellung der australischen Fußballnationalmannschaft der Frauen bei den Olympischen Sommerspielen. Australien konnte an fünf der bisher sieben Turniere der Frauen bei den Olympischen Spielen teilnehmen, aber bisher noch keine Medaille gewinnen. Zweimal scheiterten die Australierinnen in der asiatischen Qualifikation, an der die Mannschaft seit dem Wechsel zum asiatischen Verband teilnimmt.

## Die Nationalmannschaft bei den Olympischen Spielen

### Übersicht
| Olympische Spiele in | Teilnahme bis …    | Gegner                           | Ergebnis | Trainer/in      | Bemerkungen und Besonderheiten |
| -------------------- | ------------------ | -------------------------------- | -------- | --------------- | --- |
| Atlanta 1996         | nicht qualifiziert |                                  | –        |                 | Durch das Vorrundenaus bei der WM 1995 nicht qualifiziert |
| Sydney 2000          | Vorrunde           | Brasilien, Deutschland, Schweden | –        | Chris Tanzey    | Als Gastgeber automatisch qualifiziert. |
| Athen 2004           | Viertelfinale      | Schweden                         | –        | Adrian Santrac  | Als Sieger der ozeanischen Qualifikation qualifiziert. |
| Peking 2008          | nicht qualifiziert |                                  |          |                 | In der Qualifikation an Nordkorea gescheitert. |
| London 2012          | nicht qualifiziert |                                  |          |                 | In der Qualifikation an Weltmeister Japan und Nordkorea gescheitert. |
| Rio de Janeiro 2016  | Viertelfinale      | Brasilien                        | -        | Alen Stajcic    | Australien traf in der Qualifikation für die beiden asiatischen Startplätze auf China, Japan, Nord- und Südkorea sowie Vietnam und qualifizierte sich am vorletzten Spieltag. In Brasilien trafen die Australierinnen in der Gruppenphase auf Deutschland, Kanada und Simbabwe und erreichten als beste Gruppendritte das Viertelfinale, wo sie erst im Elfmeterschießen den Gastgeberinnen unterlagen. |
| Tokio 2020           | Spiel um Platz 3   | USA                              | 4. Platz | Tony Gustavsson | In der Qualifikation setzte sich die Mannschaft in der letzten Runde gegen Vietnam durch. |
| Paris 2024           | Vorrunde           | Deutschland, Sambia, USA         |          | Tony Gustavsson | In der Qualifikation setzte sich die Mannschaft in der letzten Runde gegen Usbekistan durch. Als schlechtester Gruppendritter ausgeschieden. |

## Die Turniere

### Olympia 1996 in Atlanta
Für die Spiele 1996 hatte sich auch Melbourne beworben, war aber bei der Abstimmung bereits in der dritten Runde gescheitert. Die Australierinnen waren dann durch das Aus in der Vorrunde bei der WM 1995 auch sportlich nicht für das erste olympische Frauenfußballturnier qualifiziert.

### Olympia 2000 in Sydney
Beim zweiten olympischen Turnier profitierte Australien davon, dass es als Gastgeber automatisch qualifiziert war, denn bei der WM 1999, bei der sich die übrigen Teilnehmer qualifizierten, waren sie wieder in der Vorrunde ausgeschieden. Sie konnten den Heimvorteil aber nicht nutzen. In ihrem ersten olympischen Spiel verloren sie gegen Deutschland mit 0:3. Gegen Schweden gelang dann ein 1:1, wobei Cheryl Salisbury das erste Tor für die Australierinnen erzielte. Durch ein 1:2 gegen Brasilien verpassten sie aber die K.o.-Runde.

### Olympia 2004 in Athen
Für das dritte olympische Frauenfußballturnier waren den Kontinentalverbänden jeweils Startplätze zugeteilt worden und Australien qualifizierte sich als Sieger des ozeanischen Qualifikationsturnier, das im März 2004 in Fidschi ausgetragen wurde. Dabei profitierten sie u. a. vom Rückzug Neuseelands. So hatten sie nur zwei Spiele zu bestreiten, die sie mit 10:0 gegen Papua-Neuguinea und 7:0 gegen Fidschi gewannen.
In der einzigen Vierergruppen beim Olympischen Turnier verloren sie ihr Auftaktspiel gegen Brasilien mit 0:1, gewannen dann mit 1:0 gegen Gastgeber Griechenland und damit erstmals ein Spiel bei den Olympischen Spielen. Im letzten Spiel gelang dann noch ein 1:1 gegen den späteren Olympiasieger USA. Damit hatten sie als einer der beiden besten Gruppendritten das erstmals ausgetragene Viertelfinale erreicht, in dem sie auf Schweden trafen und mit 1:2 verloren.

### Olympia 2008 in Peking
Für das Turnier in Peking mussten sich die Australierinnen nach dem Wechsel Australiens in den asiatischen Verband in der Qualifikation mit stärkeren Mannschaften auseinandersetzen. In der ersten Runde hatten sie aber noch leichte Gegner und gewannen bei einem Turnier in der Republik China (Taiwan) mit 2:0 gegen Myanmar, 10:0 gegen Usbekistan und 8:1 gegen die Republik China (Taiwan). Beim Finalturnier mussten sie gegen Hongkong, Nordkorea und wieder die Republik China (Taiwan) in Hin- und Rückspielen im Jeder-gegen-Jeden-Modus antreten. Australien verlor beide Spiele gegen Nordkorea mit 0:2, da waren dann auch die vier hohen Siege, u. a. ein 15:0 gegen Hongkong Makulatur.

### Olympia 2012 in London
Vier Jahre später waren sie zwar direkt für das finale asiatische Qualifikationsturnier in der Volksrepublik China qualifiziert, verloren dabei aber gegen Weltmeister Japan und Nordkorea und konnten nur gegen Gastgeber China, Südkorea und Thailand gewinnen. Als Gruppendritter verpassten sie damit die Olympischen Spiele.

### Olympia 2016 in Rio de Janeiro
Für das Turnier in Rio de Janeiro qualifizierten sich bei einem Turnier in Osaka die beiden besten Mannschaften. Gegner beim am 29. Februar 2016 begonnenen Turnier waren Japan, VR China, Nordkorea, Südkorea sowie Vietnam. Australien startete mit einem 3:1 gegen Gastgeber Japan in das Turnier. Nachdem auch die drei folgenden Spiele gewonnen wurden, stand die Olympiateilnahme bereits am vorletzten Spieltag fest. Mit einem 1:1 im letzten Spiel gegen die Volksrepublik China wurden die Australierinnen Turniersieger und verbesserten sich in der FIFA-Weltrangliste auf Platz 5, ihre bisher beste Position. Aufgrund dessen wurden die Australierinnen für die Gruppenauslosung zusammen mit Frankreich und Schweden in Topf 2 gesetzt. Da die beiden europäischen Mannschaften nicht in die Gruppe mit Deutschland gelost werden konnten, das zusammen mit Gastgeber Brasilien und Weltmeister USA in Topf 1 gesetzt wurde, stand schon vor der Auslosung fest, dass die Australierinnen auf Deutschland treffen würden. Als weitere Gegner wurden Kanada und Simbabwe zugelost, gegen das zuvor noch nicht gespielt wurde. Mit 16 Jahren war die Australierin Ellie Carpenter jüngste Teilnehmerin des Turniers, kam aber zu keinem Einsatz. Im ersten Spiel gegen Kanada verloren die Australierinnen trotz 70-minütiger Überzahl mit 0:2, wobei sie bereits in der ersten Minute das erste Tor kassierten. Gegen Deutschland konnten sie dagegen bereits nach sechs Minuten in Führung gehen und diese kurz vor der Halbzeitpause noch erhöhen. In der Nachspielzeit der ersten Halbzeit kassierten sie dann noch den Anschlusstreffer und in der 89. Minute das Tor zum 2:2-Ausgleich. Gegen Simbabwe führten sie bis zur 90. Minute mit 6:0, mussten dann aber noch den Ehrentreffer der Afrikanerinnen hinnehmen. Da Deutschland gegen Kanada nur mit 1:2 verlor und gegen Simbabwe ebenfalls mit 6:1 gewonnen hatte, waren beide Mannschaften punktgleich, die Australierinnen hatten aber die um ein Tor schlechtere Tordifferenz und waren damit Dritte. Als beste Gruppendritte waren sie aber ebenfalls für das Viertelfinale qualifiziert, wo sie auf die Gastgeberinnen trafen. Nach torlosen 120 Minuten kam es zum Elfmeterschießen. Hier verschoss zwar die brasilianische Rekordtorschützin Marta als erste Spielerin, Katrina Gorry verschoss aber anschließend und dann als letzte Spielerin Alanna Kennedy, so dass Australien ausschied.

### Olympia 2020 in Tokio
Für das Turnier in Japan mussten die Australierinnen sich in den beiden letzten Runden der asiatischen Qualifikation qualifizieren. Die vorletzte Runde sollte ursprünglich im Februar 2020 in der chinesischen Stadt Wuhan stattfinden. Aufgrund des Ausbruchs von SARS-CoV-2 wurden sie am 22. Januar 2020 von der AFC zunächst nach Nanjing verlegt und nach der weiteren Ausbreitung am 26. Januar nach Sydney. Australien konnte sich mit Siegen gegen Chinesisch Taipeh (7:0) und Thailand (6:0) sowie einem 1:1 gegen China aufgrund der mehr erzielten Tore als Gruppensieger für die letzte Runde qualifizieren. In dieser trafen sie in Hin- und Rückspiel auf Vietnam. Nach einem 5:0-Heimsieg wurde das Auswärtsspiel mit 2:1 gewonnen und damit das Olympiaticket gebucht. Zur Vorbereitung auf das Turnier wollten die Australierinnen im April in den USA gegen Weltmeister USA und in Kanada gegen den Olympiadritten von 2016 spielen, die Spiele wurden aber wegen der COVID-19-Pandemie abgesagt.
Beim Turnier in Japan konnten sie das erste Spiel gegen Neuseeland mit 2:1 gewinnen, verloren dann gegen Schweden mit 2:4 und erreichten gegen Weltmeister USA ein torloses Remis. Damit erreichten sie als zweitbester Gruppendritter das Viertelfinale, in dem sie sich mit 4:3 nach Verlängerung gegen Großbritannien durchsetzten und stehen damit erstmals im Halbfinale eines interkontinentalen Turniers, wo sie erneut auf Schweden trafen und mit 0:1 verloren. Im Spiel um die Bronzemedaille trafen sie wieder auf die USA und verloren mit 3:4.

### Olympia 2024 in Paris
In der Qualifikation setzte sich die Mannschaft in der letzten Runde gegen Usbekistan durch. Zuvor wurden in der zweiten Runde, für die die Matildas direkt qualifiziert waren, bei einem Turnier in Perth die Iranerinnen, die Philippininnen und Chinese Taipei ohne Gegentor besiegt. Bei der Auslosung der Grupen für die Olympischen Spiele waren die Australierinnen zusammen mit Brasilien und Kolumbien Topf 3 zugeordnet und durften nicht in die Gruppe mit Japan gelost werden. Sie wurden dann in die Gruppe mit Rekordolympiasieger USA und Deutschland sowie einer afrikanischen Mannschaft gelost, die sich erst nach der Auslosung qualifizierte. Dies wurde Sambia, gegen das noch nicht gespielt wurde. Nach einer 0:3-Auftaktniederlage gegen Deutschland, gewannen sie nach 2:5-Rückstand mit 6:5 gegen Sambia, verloren dann aber mit 1:2 gegen die USA. Dadurch schieden sie als schlechtester Gruppendritter nach der Vorrunde aus.

## Statistiken

### Bilanz gegen die Olympiasieger bei Olympischen Spielen
- USA: 4 Spiele – 2 Remis, 2 Niederlagen – 5:7 Tore
- Deutschland: 3 Spiele – 1 Remis, 2 Niederlagen – 2:8 Tore
- Kanada: 1 Spiel – 1 Niederlage – 0:2 Tore
- Norwegen: 0 Spiele

## Spiele
Australien bestritt bisher 20 Spiele bei den Olympischen Spielen. Davon wurden fünf gewonnen, zehn verloren und fünf endeten remis. Zwei Spiele ging in die Verlängerung, davon wurde eins durch Tore gewonnen und eins wurde im Elfmeterschießen verloren.
Die Australierinnen hatten drei Heimspiele, spielten zweimal gegen den Gastgeber und zweimal gegen den späteren Olympiasieger (2004 und 2016 in der Vorrunde), aber nie gegen den Titelverteidiger. Die Australierinnen spielten am häufigsten gegen Schweden und die USA (je 4-mal), Brasilien und Deutschland (je 3-mal). Vier Spiele waren die ersten und drei davon das bisher einzige gegen die jeweiligen Gegner.
Australien spielte bisher nur gegen afrikanische, amerikanische, europäische und ozeanische Mannschaften und auch gegen die amerikanischen, europäischen und ozeanischen Meister (10-mal), am häufigsten gegen den Nord- und Mittelamerikameister (4-mal). Australien traf 2021 erstmals auf den amtierenden Weltmeister und erreichte in der Vorrunde ein torloses Remis, verlor aber im Spiel um die Bronzemedaille mit 3:4.
Die meisten Spiele bestritten Alanna Kennedy, Steph Catley (je 13 Spiele, 2016, 2021 und 2024), Emily van Egmond und Caitlin Foord (je 12 Spiele, 2016, 2021 und 2024), Clare Polkinghorne, Kyah Simon und (je 10 Spiele, 2016, 2021 und 2024) und Ellie Carpenter (9, Spiele, 2016, 2021 und 2024), Sam Kerr (9 Spiele, 2016 und 2021), Mary Fowler (9 Spiele, 2021 und 2024) sowie Lisa De Vanna (8 Spiele, 2004 und 2016) und Hayley Raso (8 Spiele, 2021 und 2024). Beste Torschützin ist Sam Kerr, sie konnte 2016 ein und 2021 sechs Tore erzielen.
| Nr. | Datum      | Ergebnis             | Gegner                 | Austragungsort       | A/H/* | Anlass          | Bemerkung                                           |
| --- | ---------- | -------------------- | ---------------------- | -------------------- | ----- | --------------- | --------------------------------------------------- |
| 1   | 13.09.2000 | 0:3                  | Deutschland            | Canberra             | H     | Vorrunde        | Erstes Spiel gegen Deutschland                      |
| 2   | 16.09.2000 | 1:1                  | Schweden               | Sydney               | H     | Vorrunde        |                                                     |
| 3   | 19.09.2000 | 1:2                  | Brasilien              | Sydney               | H     | Vorrunde        |                                                     |
| 4   | 11.08.2004 | 0:1                  | Brasilien              | Thessaloniki (GRC)   | *     | Vorrunde        |                                                     |
| 5   | 14.08.2004 | 1:0                  | Griechenland           | Iraklio (GRC)        | A     | Vorrunde        | Erstes Spiel eines OFC-Mitglieds gegen Griechenland |
| 6   | 17.08.2004 | 1:1                  | USA                    | Thessaloniki (GRC)   | *     | Vorrunde        |                                                     |
| 7   | 20.08.2004 | 1:2                  | Schweden               | Volos (GRC)          | *     | Viertelfinale   |                                                     |
| 8   | 03.08.2016 | 0:2                  | Kanada                 | São Paulo (BRA)      | *     | Vorrunde        |                                                     |
| 9   | 06.08.2016 | 2:2                  | Deutschland            | São Paulo (BRA)      | *     | Vorrunde        |                                                     |
| 10  | 09.08.2016 | 6:1                  | Simbabwe               | Salvador (BRA)       | *     | Vorrunde        |                                                     |
| 11  | 12.08.2016 | 0:0 n. V.; 6:7 i. E. | Brasilien              | Belo Horizonte (BRA) | A     | Viertelfinale   |                                                     |
| 12  | 21.07.2021 | 2:1                  | Neuseeland             | Chōfu (JPN)          | *     | Vorrunde        |                                                     |
| 13  | 24.07.2021 | 2:4                  | Schweden               | Saitama (JPN)        | *     | Vorrunde        |                                                     |
| 14  | 27.07.2021 | 0:0                  | USA*                   | Kashima (JPN)        | *     | Vorrunde        |                                                     |
| 15  | 30.07.2021 | 4:3 n. V.            | Vereinigtes Königreich | Kashima (JPN)        | *     | Viertelfinale   | Erstes Spiel gegen Großbritannien                   |
| 16  | 02.08.2021 | 0:1                  | Schweden               | Saitama (JPN)        | *     | Halbfinale      | 100. Länderspiel von Kyah Simon                     |
| 17  | 05.08.2021 | 3:4                  | USA*                   | Kashima (JPN)        | *     | Spiel um Bronze |                                                     |
| 18  | 25.07.2024 | 0:3                  | Deutschland            | Marseille (FRA)      | *     | Vorrunde        |                                                     |
| 19  | 28.07.2024 | 6:5                  | Sambia                 | Nizza (FRA)          | *     | Vorrunde        | Erstes Spiel gegen Sambia                           |
| 20  | 31.07.2024 | 1:2                  | USA                    | Marseille (FRA)      | *     | Vorrunde        |                                                     |

Anmerkung: Fett gesetzte Mannschaften waren zum Zeitpunkt des Spiels Kontinentalmeister, mit „*“ markierte Mannschaften waren amtierender Weltmeister.

## Rekorde
Vier Siege der australischen Mannschaft bei Olympischen Spielen sind auch ihre höchsten Siege gegen diese Mannschaften:
- Griechenland 1:0 Vorrunde 2000 – einziges Spiel gegen Griechenland
- Sambia 6:5 Vorrunde 2024 – erstes Spiel gegen Sambia
- Simbabwe 6:1 Vorrunde 2016 – erstes Spiel gegen Simbabwe
- Vereinigtes Königreich 4:3 n. V. – erstes Spiel gegen das Vereinigte Königreich, das nur bei Olympischen Spielen antritt